# Корейський добровольчий корпус
Корейський добровольчий корпус, або Корейські добровольці, Корейська антияпонська добровольча армія або Міжнародна бригада (кор.: хангиль: 조선의용대) — войовнича корейська армія активістів за незалежність, заснована в Ханькоу, Хубей, Республіка Китай 10 жовтня 1938 року.
Корпус діяв під керівництвом генерала Кім Вон Бона як військова організація Корейської національно-революційної партії. Його класифікували як організацію Корейського національного авангардного альянсу.

## Заснування

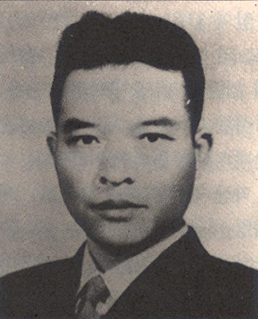
Кім Вон Бон, генерал Корейського добровольчого корпусу

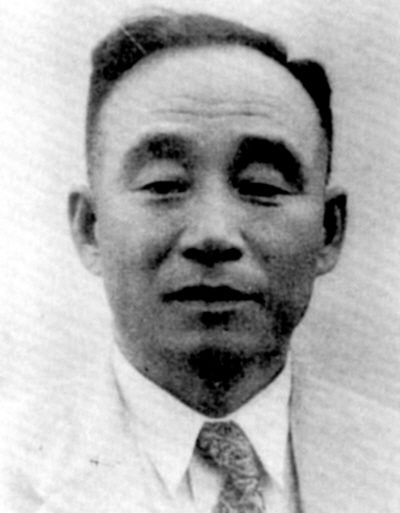
Чой Чан Ік

Перед китайсько-японською війною активісти за незалежність, що діяли в материковому Китаї, приєдналися до табору Кім Гу та Кіма Вон Бона, які мали дружні стосунки з урядом Гоміньдану та отримували економічну допомогу від Гоміньдану. Корейська патріотична організація, Корейська народна партія, Героїчний корпус і Корейська національно-революційна партія, як правило, керувалися відповідно до волі Кім Гу та Кім Вон Бона, а не демократичним консенсусом усіх членів. Відповідно Пак Ґон Вун стверджував, що часткову, таємну та періодичну діяльність слід змінити на комплексну, відкриту та постійну. Пак Ґон Вун вимагав від уряду Гоміньдану встановити єдину політику щодо незалежності Чосону. Китайський друг Пака Ґон Вуна На Чеонг також брав участь у «Національному фронті Чосону» і обстоював необхідність створення китайсько-корейського єдиного фронту, кажучи, що важливі «рівноправна співпраця» та «керівництво об'єднанням». Іншими словами, корейський народ повинен самостійно очолити революцію, а уряд Гоміньдану має розглядати це як всеосяжний союз національних одиниць. Подібно до того, як комуністи після націонал-комуністичного співробітництва сформували восьму маршрутну армію, корейський народ також повинен організувати незалежний підрозділ.
Японський антивоєнний активіст Кадзуо Аояма розробив план організації добровольчого корпусу Чосону, до якого увійшли Ван Пон Сен, голова Інституту міжнародних відносин, Джин Сон, голова політичного відділу, Чоу Ен Лае та Джан Йо Саен, заступник голови політичного департаменту, Кан Тек, другий голова політичного департаменту, Чун Хан Га, генеральний секретар політичного департаменту, і голова Військового комітету. Було отримано згоду Чан Кайші. У проекті Кадзуо Аояма зазначалося, що незалежний корейський підрозділ із приблизно 100 осіб буде створено та організовано Центральним виконавчим комітетом «Антифашистського альянсу Японії, Кореї та Тайваню». Тому Чосонський добровольчий корпус також називали Міжнародною добровольчою армією.
Корпус спонсорував уряд Гоміньдану, і його діяльність була розділена на першу та другу зони. Кім Вон Бон, Чой Чан Ік, Кім Сон Сук, Ю Чжа Мен та інші брали участь як політичні члени Військового комітету. Пак Хьо Сам відповідав за першу зону, а Лі Іксон відповідав за другу зону. Перша зона була створена з 42 членами, включаючи членів Національної революційної партії, а друга зона була створена з 74 членами, зосередженими на Авангардному альянсі.
Найвищою організацією був керівний комітет, до складу якого входили Лі Чун Ам, Кім Сон Сук, Чой Чан Ік, Ю Чжа Мен та два члени політичного відділу.

## Організація
Початковими членами були головнокомандувач Кім Вон Бон, заступник командувача Шин Ак, політичний помічник Кім Гак Му, помічник члена Лі Дал, командувач пропаганди Кім Чанг Чже та директор із загальних питань Лі Джіп Чжун. Було 200 осіб, у тому числі Лі Ге Мен, директор зі справ, і Хан Джі Сон, директор із закордонних справ.
На момент заснування Корпус добровольців Чосону був організований у штаб-квартиру, 1-й окружний підрозділ і 2-й окружний підрозділ. Згодом головний офіс і 1-й район були розділені навпіл і об'єднані для розширення та розвитку в 1-шу та 3-ю зони відповідно, а 2-й район був реорганізований у 2-гу зону. Спочатку чисельність військ становила лише близько 200 осіб, але до лютого 1940 року вона досягла 314 осіб. Хоча добровольчий корпус Чосону мав підпорядковуватися політичному департаменту китайської військової комісії, по суті це був антияпонський підрозділ під керівництвом Альянсу Корейського національного фронту, який складався в основному з корейців.
На 30-му засіданні Кабінету міністрів у травні того ж року Кім Вон Бон, головнокомандувач Добровольчого корпусу, був урочисто призначений заступником командувача Визвольною армією після розширення посади заступника командувача Визвольної армії, а Добровольчий корпус 18 травня був включений до 1-ї зони Визвольної Армії. Завдяки цій нагоді визвольна армія була посилена на три зони. У 1-й зоні Визвольної армії заступник командувача Кім Вон Бон служив командиром зони, керівник із загальних справ Лі Джіп Чжун, командувач 1-го округу Лі Сомін і командувач 3-го округу Пак Хьо-сам були призначені.
Перша організація була організована на два відділи. Першу дивізію очолив капітан Пак Хьо Сам, вона діяла в районах Хунань і Цзянсі. А 2-й округ діяв у районах Аньхой і Лоян під командуванням Лі Ік Бона. Спочатку штаб-квартира була розташована за адресою № 1, вулиця Дунлінг, ворота Шудун, Гуйлінь, провінція Гуансі, але пізніше переїхала до Агуаньбо, місто Чунцін.
Корпус добровольців Чосону планував відправити багатьох членів партії в Маньчжурію, зібрати своїх товаришів у Мірсан-хьон (密山縣) як свій штаб, і порушити тил японської армії. Однак, якщо це було визнано неможливим через проблеми з безпекою та транспортом, війська просувалися в тил 1-го підрозділу китайської армії та відповідали за допомогу китайській армії в пропагандистських цілях. У тих випадках, коли такі операції були складними, проводилися активні дії, таємно відправляючи складні елементи не лише в ключові місця, такі як Шанхай, Тяньцзінь і Пекін, але й у різні місця, такі як Японія, Чосон, Тайвань і Маньчжурія.

## Діяльність
Діяльність Корейського добровольчого корпусу була різноманітною, включаючи бойові дії, виявлення японського військового уряду або збір інформації в окупованих районах, допити японських військовополонених та ідеологічну роботу, пропагандистську роботу проти японської армії, пропагандистську роботу проти китайської армії та народу, та переклад ворожих документів.
Корпус добровольців Чосону був створений не як бойовий підрозділ, а як озброєний підрозділ політичної пропаганди. Для Китаю антияпонська війна була «війною за справедливість», військовою боротьбою та опором загарбникам. Китай намагався компенсувати свою військову неповноцінність моральною перевагою, і був створений Добровольчий корпус Чосону з місією пропаганди проти японської армії та проти китайців.
Добровольчий корпус Чосону, який заручився спільною підтримкою уряду Гоміньдану завдяки другій національно-комуністичній співпраці Китаю, був створений як підрозділ підтримки армії уряду Гоміньдану і воював проти японської армії в материковому Китаї. Члени отримували 20 вон на щомісячні витрати на харчування та 10 вон на поточні витрати оплачував уряд Гоміньдану. Хоча Корпус добровольців Чосону діяв у рамках рівноправної співпраці між Кореєю та Китаєм, насправді він знаходився під впливом діячів із фракції Чан Кайші партії Гоміньдан.
Уряд Гоміньдану визнав їх лівими революціонерами і поставив на передову. У лютому 1939 року близько 7000 корейських військових повстали поблизу Кванджу і вбили японських офіцерів, і ці призовники приєдналися до добровольчого корпусу.
Добровольчий корпус не був регулярною бойовою частиною. Вони вели партизанську війну, а оскільки було багато членів, які розмовляли корейською, китайською та японською мовами, вони відповідали за пропагандистську роботу, розповсюджуючи листівки серед японських військових і ведучи трансляції за допомогою гучномовців. Це не змінилося навіть після того, як вони перейшли в район 8-ї бойової армії, і лише в серпні 1945 року вони були реорганізовані в бойову частину, а в кінці 1945 року ввійшли в Маньчжурію і розгорнулися в бойову частину.
У березні 1941 року збройні сили були розгорнуті в Пекіні, провінція Хебей, Шимень, провінція Хенань, Цзянде, Циндао, Шанхай і повіт Чунсян провінції Хебей. Також була направлена політооперативна група.

### Видання брошури: Новини Корейського добровольчого корпусу
Одним із визначних заходів штабу Корейського добровольчого корпусу було видання брошури «Газета Корейського добровольчого університету». Новини добровольчого корпусу Чосону були вперше опубліковані 15 січня 1939 року. Передбачається, що спочатку за видання відповідала політична група, а після жовтня 1939 р. розширений редакційний комітет. Чималу роль у його публікації зіграли і китайські члени добровольчого корпусу Чосону. Вони перекладали на китайську різні доповіді та промови, написані корейцями.{
Метою публікації новин Добровольчого корпусу було створення форуму для обговорення, обміну досвідом і взаємної критики для розвитку антияпонської діяльності через корейсько-китайський альянс. Ареал розповсюдження новин Добровольчого корпусу Чосону був дуже широким. Його розповсюджували в різних театрах і містах, також можна було оформити підписку за кордоном.
Вміст газети Добровольчого корпусу був здебільшого поділений на три частини. По-перше, мова йшла про діяльність Чосонського добровольчого корпусу. Серед них було багато новин про фронтову діяльність 1-го округу. По-друге, було опубліковано багато статей китайців, які заохочували та консультували діяльність Добровольчого корпусу Чосон. Частина була стенограмами промов, виголошених на пам'ятних мітингах, а частина — нещодавно поданою автором. Він містив статті, які співчували становищу корейського народу, статті, що вихваляли рух опору корейського народу, а також статті, у яких висловлювалася подяка за діяльність корейського народу та Корейського добровольчого корпусу в підтримці опору проти Китаю. Крім того, був включений практичний зміст, наприклад методи пропаганди проти ворогів. Тим часом також була опублікована стаття, пов'язана з маршрутом добровольчого корпусу Чосону. Письменники, які мали важливий вплив на визначення маршруту, включали полководця Кім Вон Бона, політичних лідерів Кім Сон Сука та Кім Гак Му.
Методи боротьби, описані в газеті Добровольчого корпусу Чосону, відрізнялися між раннім і пізнім періодом Гуйлінь. Спочатку наголос робився на проникненні в країну та організації антияпонських заворушень. Це була давня лінія корейських лівих у юрисдикції Китаю з перших днів Героїчного корпусу. З іншого боку, у другій половині періоду перемога над корейським народом у Північному та Північно-Східному Китаї представлялася як найважливіша стратегія. Передбачається, що ця зміна маршруту відображає результати корейської операції «захоплення». Одним із визначних аспектів газети Чосонського волонтерського університету є те, що постійно публікувалися різьблення по дереву та гравюри. Газета добровольчого корпусу Чосон містила багато ксилографічних гравюр відомих китайських художників. Оскільки ксилографічні гравюри мали чудові візуальні ефекти, вони стали головним інструментом антияпонського руху.

## Поділ
Проте реорганізація була проведена Військовим комітетом національного уряду Китаю, і включала Пак Хьо Сама, Лі Ік Сона (заступника командира 3-го окружного відділу), Лі Джи Гана (секретар 2-го окружного відділу), і Мун Чон Іра (文正一, командира 3-ї дивізії 2-ї окружної дивізії). Формація діяла у Північнокитайському регіоні. У 1941 році комуніст Чой Чан Ік, який був суперником Кім Вон Бона в добровольчому корпусі, співпрацював з Комуністичною партією Китаю, щоб запобігти приїзду Кім Вон Бона до Північного Китаю, коли добровольчий корпус переїхав до Північного Китаю, і захопив контроль над добровольчим корпусом в Північному Китаї, усунувши Кім Му Чжона, Кім Ду Бона та Хань Біна. З цього моменту Чосонський добровольчий корпус був звільнений від впливу Намуїси. Північнокитайська дивізія Чосонського добровольчого корпусу була розширена та реорганізована в Корейську добровольчу армію. Після створення Північної Кореї вони називаються фракцією Яньань.
Корейська визвольна армія була заснована Тимчасовим урядом Республіки Корея у вересні 1940 року, деякі люди брали участь, а деякі залишили, зменшивши кількість до 81 у травні 1941 року. Зрештою, на 28-му засіданні кабінету міністрів Тимчасового уряду Республіки Корея в квітні 1942 року було вирішено включити її до Визвольної армії. Коли Кім Вон Бон, який втратив загальний контроль над добровольчим корпусом, у липні 1942 року приєднався до Тимчасового уряду Республіки Корея, частина добровольчого корпусу була включена до 1-ї зони Визвольної армії, а Кім Вон Бон вступив на посаду начальника відділу військових справ.